# Ad perpetuam rei memoriam
La locuzione latina Ad perpetuam rei memoriam, tradotta letteralmente, significa a perenne ricordo dell'avvenimento.
Sono le prime parole che spesso figurano sulle bolle pontificie, riportanti le sentenze emesse dalla Santa Sede su argomenti dottrinali: il termine "bolla" deriva del nome del sigillo in piombo (bulla) che convalidava il documento.
La scritta Ad perpetuam rei memoriam solitamente si ritrova incisa anche su medaglie commemorative, su monumenti, lapidi, ...
L'espressione è anche utilizzata ironicamente per sottolineare, al contrario, fatti o episodi di nessuna importanza.